# Padre Las Casas
Padre Las Casas es una ciudad y comuna homónima ubicada en la Región de la Araucanía  en la zona sur de Chile, perteneciente a la provincia de Cautín y que conforma una parte del área metropolitana de Temuco. 
Fundada el día 1 de septiembre de 1899, y emplazada al sur del Río Cautín, siendo denominada como Padre Las Casas (antiguo barrio o sector de Temuco). Con 85.373 habitantes según el censo chileno de 2024, es la segunda comuna mas poblada de La Araucanía, por detrás de Temuco.

## Toponimia
En un comienzo la zona fue llamada "Villa Alegre", la cual mantuvo un intenso contacto con la ciudad de Temuco a través del río Cautín. Los constantes viajes que hacían vecinos de ambos poblados hacia uno y otro lado, lo hacían en canoas que eran construidas sobre bases de troncos ahuecados. Luego, a pedido de Monseñor Ramón Ángel Jara, Obispo de Ancud, esta localidad recibió el nombre oficial de Padre Las Casas para señalar que había que tratar a los indígenas como lo había hecho en Cuba, Venezuela, Guatemala y México, el fraile dominico español, Bartolomé de Las Casas.
El nombre le fue dado en honor al sacerdote español Bartolomé de Las Casas, quien fue un defensor de los indígenas durante la conquista de América en contra de la esclavitud de los indígenas locales, principalmente por el trato español a indios de la Isla la Española, actual República Dominicana, entre 1512 y 1529.

## Historia

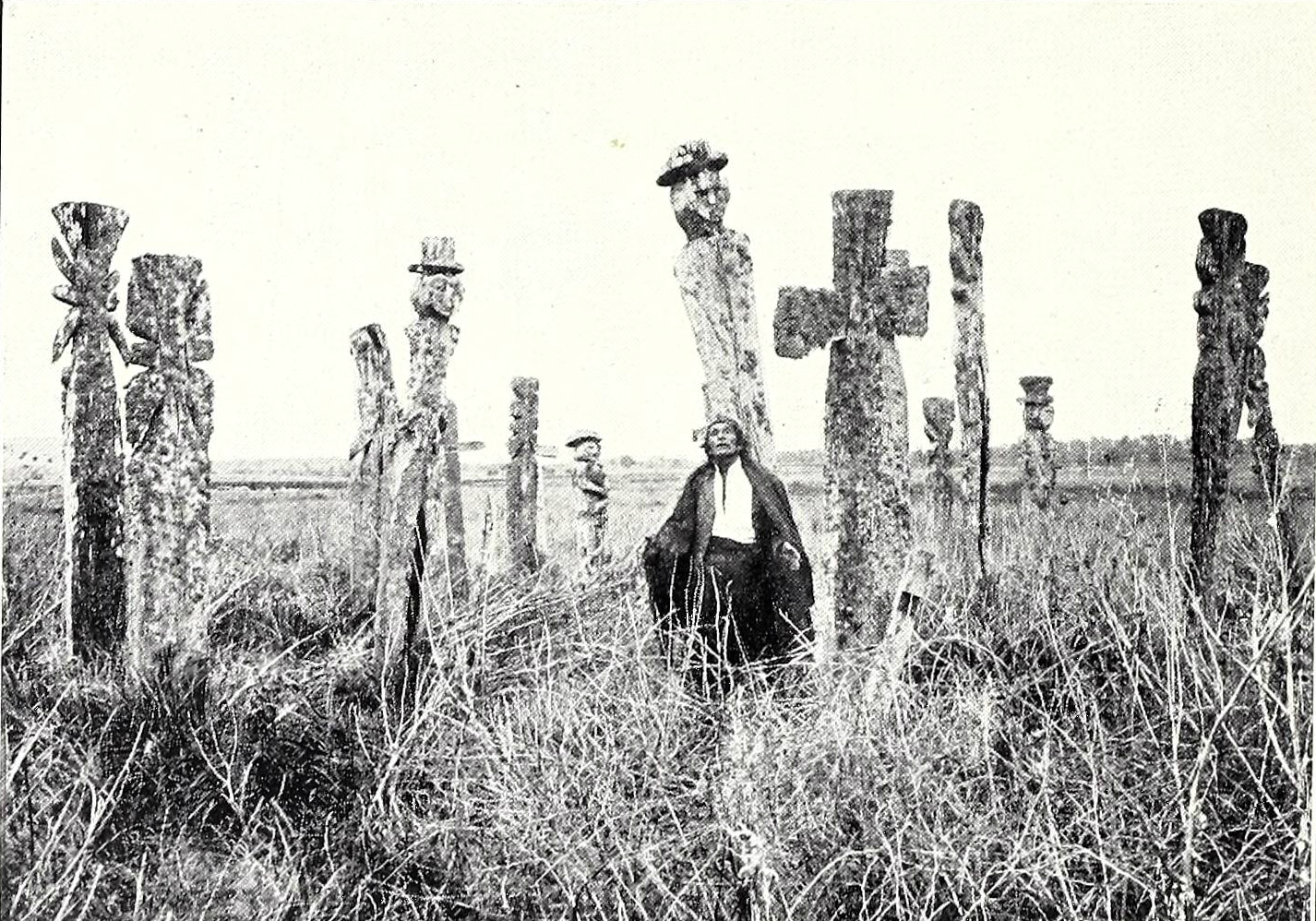
La cultura del Pueblo mapuche es la más importante de la comuna. En la imagen se puede apreciar un cementerio mapuche con las estatuas mapuches, las chemamull.

Anterior a la ocupación de la Araucanía, ocurre la llegada de comerciantes ambulantes que se establecen en las faldas del cerro Conun Huenu, a las orillas del Río Cautín, dando origen al poblado de "Villa Alegre". Este nombre lo conserva aún su arteria principal. Oficialmente es fundada por el Padre Anselmo, Párroco de Boroa, quien consigue para el día 1 de septiembre de 1899, por parte del Presidente de la República, Federico Errázuriz Echaurren, el Decreto Supremo N.º 1.316 que ordenaba “fundar una población en el lugar denominado Villa Alegre, al sur del río Cautín” junto con la "Inspección General de Tierras y Colonizaciones" para formar el plano de la villa, el cual incluiría dos manzanas destinadas a la construcción de escuelas para niños indígenas. Así se inicia la acción evangelizadora y educativa de los misioneros capuchinos de Baviera.  
Al ser firmado el Decreto N.º 1316, el barrio comienza a exhibir paulatinamente su forma comunal. En 1902 construyen su primera casa, que fue utilizada como escuela, luego un puente carretero; salas de clases y habitaciones para hospedar a hermanos que se 
unían al trabajo de la congregación.
Dentro de los hitos históricos destaca el recuerdo del primer Obispo de la Araucanía, Guido Beck de Ramberga, quien realizó una vasta labor en la ampliación del sistema escolar en Chile. La Primera Escuela de la comuna lleva su nombre como recuerdo a su trabajo misionero en la zona, así como una importante arteria vial de dicha comuna.
Asimismo, esta escuela contará después con talleres de carpintería, mueblería sastrería y zapatería, donde los niños aprendían un oficio y también contaban con un horno para hacer ladrillos. En 1935 y 1965 existió un Grado Vocacional, lo que permitió egresar a jóvenes con preparación en diversas manualidades.
En 1926 se funda el hospital rural Maquehue, y luego de dos años, la instalación de la Base Aérea Maquehue con el grupo de Aviación N.º 10.
Posteriormente, el 3 de enero de 1937 se constituyó el Magisterio de la Araucanía, a la que se incorporó la Escuela Misional y la mayoría de los establecimientos que funcionaban en el Vicariato Apostólico de la Araucanía.
El año 1949 se construyen las defensas del río Cautín.

### Independización comunal

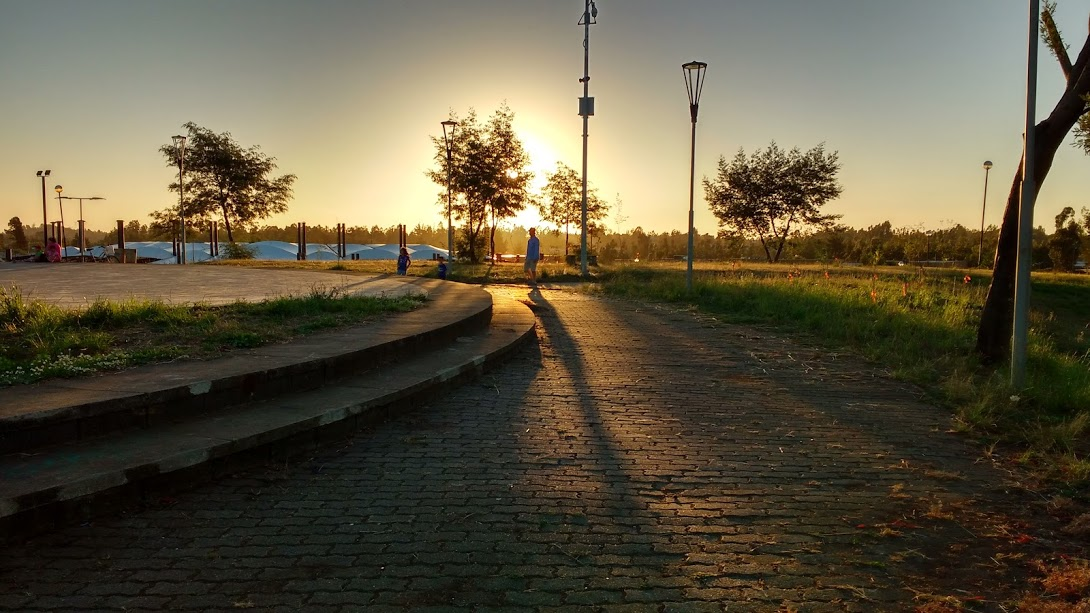
Parque Pulmahue en un atardecer veraniego.

A lo largo de las décadas de 1980-1990 Padre Las Casas pasa por un crecimiento acelerado y sin mayor planificación. En la búsqueda de lograr un mejor desarrollo, se declara comuna el 7 de diciembre de 1994, aprobado por el Senado de la República en forma unánime. El 13 de diciembre es aprobado por la Cámara de Diputados, quedando en condiciones de ser promulgado por el presidente de la República Eduardo Frei Ruiz-Tagle y publicado en el Diario Oficial el 2 de junio del año 1995, en Decreto Ley N°19.391 del Ministerio del Interior que da origen a la unidad administrativa comunal Padre Las Casas.
La comuna, se encuentra en el quinto Periodo alcaldicio desde su independencia, siendo su primera alcaldesa Doña Rosa Oyarzún, siendo reelecta en los años 2000 y 2004. En el año 2008 es electo Don Juan Eduardo Delgado Castro, el cual fue reelecto los años 2012 y 2016.
El desarrollo de la comuna ha significado un total de 4 consultorios públicos (centros de salud familiar Padre Las Casas, Pulmahue, Las Colinas, y Conunhuenu), 2 hospitales (Complejo Asistencial de Padre Las Casas y el Hospital Maquehue), un gimnasio municipal con capacidad para alrededor de 1500 personas, 3 puentes que conectan a la comuna de Temuco, 1 biblioteca, polideportivos, amplias soluciones viales, ciclovías y variadas intervenciones urbanas y rurales. El edificio consistorial y el centro cultural están ubicados en el nuevo centro cívico de la comuna, en el sector Pulmahue. Podemos encontrar modernas áreas verdes, como la plaza Pleiteado, ubicada en el antiguo corazón de Padre Las Casas; la plaza Los Caciques, también ubicada dentro de uno de los sectores más concurridos de la comuna; y los parques Pulmahue y Corvalán, entre otras. Además, dentro de la comuna se encuentra el Aeródromo Maquehue. Se forma un barrio industrial consolidado, aprovechando la presencia de la ex Ruta 5 Sur. Existen 5 supermercados, y la participación privada de inmobiliarias en la construcción de proyectos habitacionales, tanto en casas como en altura, desarrollados en la zona urbana de Padre Las Casas.
En marzo del año 2012, y luego de varios años de discusión, se adhiere oficialmente el poblado semiurbano de San Ramón, de 10 000 habitantes aproximadamente, perteneciente hasta ese entonces a la comuna de Freire, dejando la superficie de la comuna en 465,5 km². Esta medida intenta solucionar problemas administrativos y de servicios que presentaba dicho poblado.
El Puente ferroviario Cautín cruza el río Cautín y que une a las estación de trenes de Temuco y la de Padre las Casas. El 28 de junio de 2018 el Puente ferroviario Cautín colapsó parcialmente por intensas precipitaciones que afectaron la región, el cual fue repuesto a principios del año 2021.

## Medio ambiente

### Geomorfología y componentes abióticos

Trazado simplificado de los ecosistemas y cuerpos de agua presentes en la comuna de Padre Las Casas.

La comuna de Padre Las Casas se encuentra emplazada en las unidades geomorfológicas de Llano central con morrenas y conos y Llanos de sedimentación fluvial o aluvional; y presenta según la clasificación climática de Köppen clima mediterráneo de lluvia invernal (Csb) y clima templado lluvioso con leve sequedad estival (Cfb (s)). Esta además se halla en la cuenca hidrográfica de río Imperial. Además, la comuna posee diversos cuerpos de agua, entre los que se destacan el río Cautín, río Huichahue y río Quepe.

### Componentes bióticos
Dentro del territorio de la comuna se pueden hallar los siguientes ecosistemas:
- Bosque caducifolio mediterráneo donde predominan Nothofagus obliqua y Persea lingue (En peligro crítico)
- Bosque caducifolio templado donde predominan Nothofagus obliqua y Laurelia sempervirens (En peligro)

### Medidas de protección ambiental y conflictos socioambientales
Hasta 2022, la comuna de Padre Las Casas cuenta con un área territorial destinada a la protección ambiental:
- Humedal Río Cautín-Sector Antumalén (Humedal urbano)[12]

## Administración

### Municipalidad
Para el periodo 2021-2024, la municipalidad es dirigida por el alcalde Mario González Rebolledo (ind.), y el consejo municipal está compuesto por:
- Marcela Esparza Saavedra
- Evelyn Mora Gallegos
- Inés del Carmen Araneda Villagrán
- Juan Francisco Nahuelpi Ramírez
- Pedro Vergara Manríquez
- Miguel Santana Carmona

### Representación parlamentaria
En la Cámara de Diputados la comuna es parte del 23.º distrito electoral, la cual está compuesta en su LVI periodo legislativo por los diputados Henry Leal Bizama (UDI), Miguel Becker Alvear (RN), Miguel Mellado Suazo (RN), Mauricio Ojeda Rebolledo (PLR), Stephan Schubert Rubio (PLR), Ericka Ñanco Vásquez (FA) y Andrés Jouannet Valderrama (Amarillos por Chile).
A febrero de 2023, la circunscripción senatorial 11 es representada por los senadores para el periodo 2018-2026 Felipe Kast Sommerhoff (Evopoli), Francisco Huenchumilla Jaramillo (DC), Jaime Quintana Leal (PPD), José García Ruminot (RN) y Carmen Gloria Aravena (PLR)

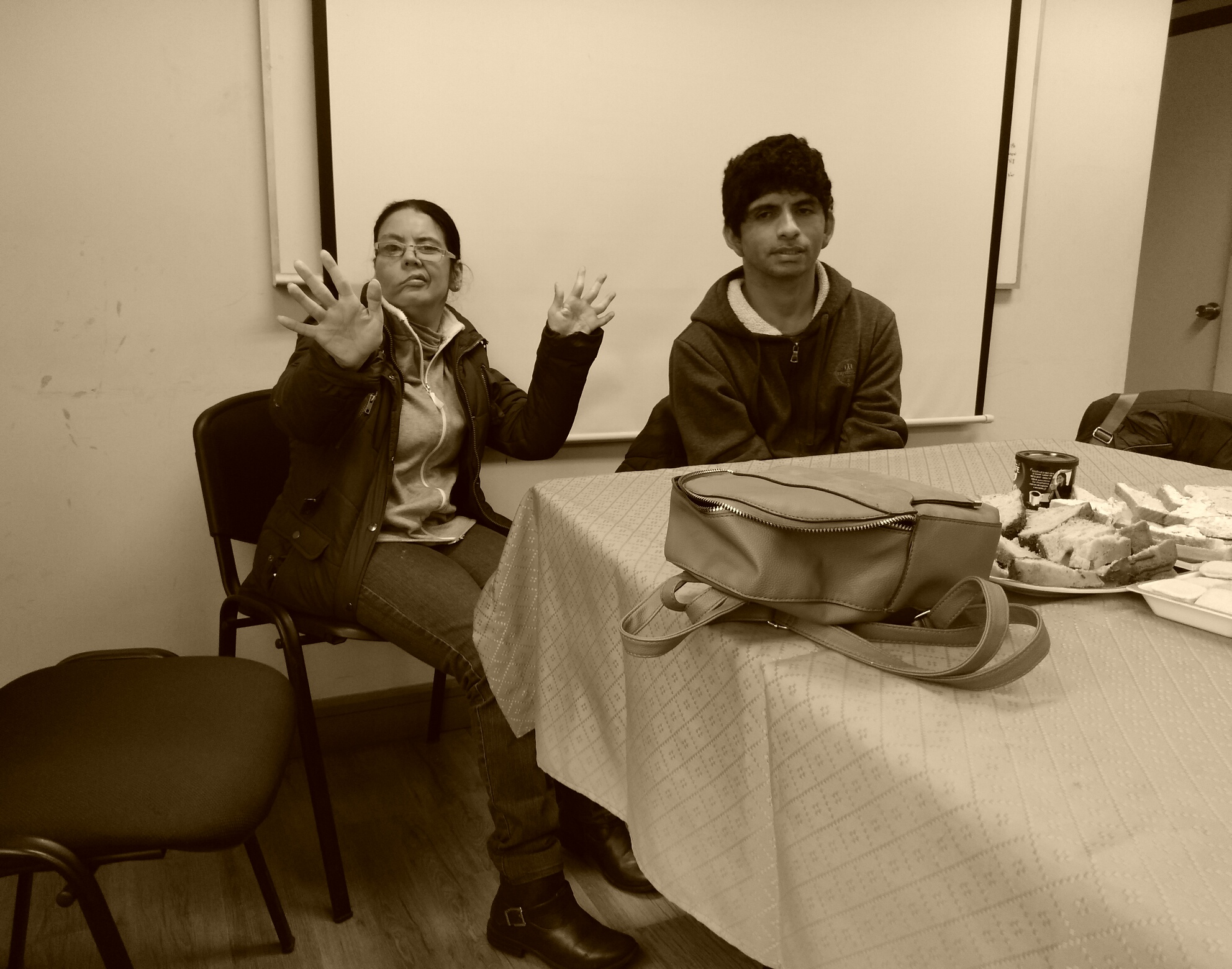
Los actores Andrea Renault y David Miranda en la biblioteca Pablo Neruda de Padre Las Casas.

## Economía
En 2018, la cantidad de empresas registradas en Padre Las Casas fue de 985. El Índice de Complejidad Económica (ECI) en el mismo año fue de 0,27, mientras que las actividades económicas con mayor índice de Ventaja Comparativa Revelada (RCA) fueron Establecimientos de Enseñanza Primaria y Secundaria para Adultos (470,71), Elaboración de otras Molineras y Alimentos a Base de Cereales (166,44) y Reparación de Embarcaciones de Recreo y Deportes (128,31).

## Servicios públicos

### Salud

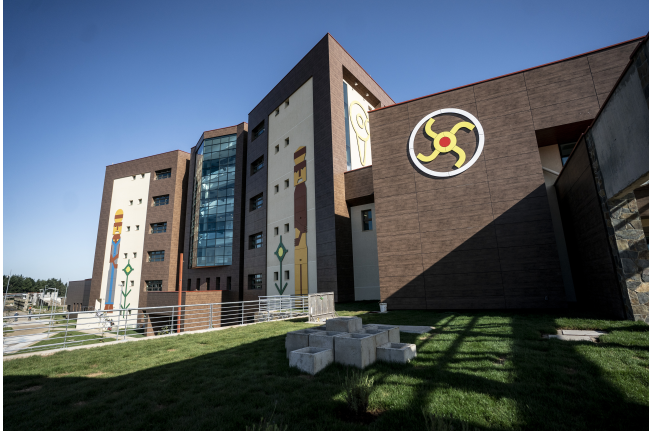
Hospital de Padre Las Casas, inaugurado en 2020.

El Plan Nacional de Inversión Hospitalaria del Gobierno de Chile indicaba que el Hospital de Padre Las Casas estaría construido al terminar la presidenta Michelle Bachelet su segundo mandato. Incluso, la ministra de Salud, Carmen Castillo, aseguró que la construcción del recinto hospitalario se iniciaría en el segundo semestre de 2015. Sin embargo, en mayo de dicho año la edificación fue suspendida (junto con otros seis hospitales por construir en Chile), según lo anunció el Ejecutivo, causando un revuelo que terminó en una marcha de protesta desde Padre Las Casas al centro de Temuco, que convocó a más de quinientas personas y en la que participaron miembros del Colegio Médico, del «Consejo Pro Hospital de Padre Las Casas», de la comunidad indígena Consejo Makewe, de juntas de vecinos y gremios de la salud, junto con el alcalde Juan Eduardo Delgado, concejales y consejeros regionales. Al día siguiente, el 20 de noviembre de 2015, se anunció que el hospital iniciará sus obras en 2016 y que la inversión será superior a los cincuenta mil millones de pesos chilenos (más de setenta millones de dólares estadounidenses de 2015).
El centro asistencial tendrá las siguientes especialidades: medicina interna, cirugía, obstetricia y ginecología, pediatría, traumatología, oftalmología, otorrinolaringología, urología, neumología, neurología, cardiología, geriatría, dermatología, nefrología, endocrinología, reumatología, y gastroenterología y nutrición. Contará, además, con ocho quirófanos, sala de parto, doce puestos de diálisis, laboratorio, imagenología, farmacia y rehabilitación kinésica.
El centro de salud familiar Conunhuenu es un consultorio de 2520 metros cuadrados de superficie y dos plantas, que fue inaugurado en 2015 con una inversión cercana a los dos mil ochocientos millones de pesos chilenos (cuatro millones ciento setenta y un mil dólares estadounidenses de 2016.) Posee un área de atención clínica, y unidades de farmacia y programas de alimentación. También, se le incorporó eficiencia energética.

#### Otros consultorios
- Consultorio Barroso[22]
- Consultorio Las Colinas[22]
- Consultorio Pulmahue[22]

#### Farmacia popular
Padre Las Casas fue la primera comuna fuera del Gran Santiago que inauguró una farmacia administrada por la municipalidad, donde no existe una actividad comercial propiamente tal ya que los medicamentos se venden a precio de costo, lo que en Chile se ha denominado farmacia popular. Comenzó a funcionar el 1 de marzo de 2016 con un costo de instalación cercano a los cuarenta millones de pesos chilenos (cincuenta y siete mil dólares estadounidenses de 2016.)

## Lugares de interés

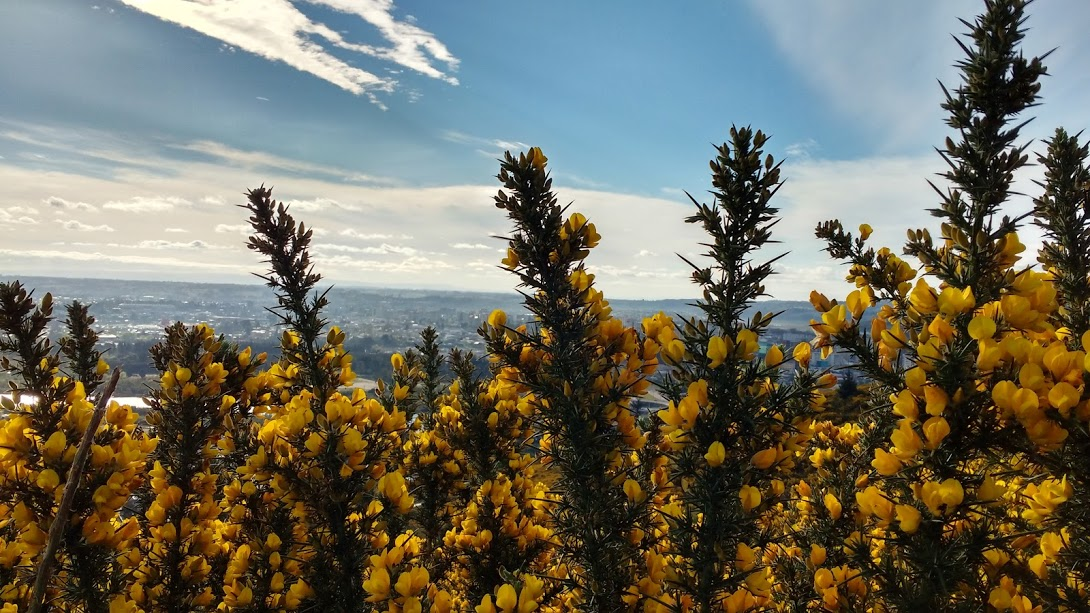
Flores de Ulex europaeus en el cerro Conun Huenu.

- Centro cultural Mapuche Weche Ruka: en él participan seis familias de la comunidad Juan Antonio Hueche, todas ubicadas en el sector Palihue, cercano al puente del río Quepe. El atractivo principal lo constituye la Ruka, pues al interior de ella se dan a conocer diversos aspectos de la cultura mapuche, como la medicina, religión, artesanía, gastronomía, folklore y tradiciones ancestrales.
- Cantera del cerro Cudico: se utiliza como yacimiento o cantera para la extracción de rocas destinadas a la construcción de defensas ribereñas en la ciudad de Temuco y Padre las Casas. Al costado de estas faenas, se puede observar el trabajo de los artesanos que fabrican morteros de piedra, utensilio utilizado para moler ajo, ajíes, pimienta y todo tipo de aliños secos.
- Cerro Conun Huenu: ubicado en el radio urbano de la comuna, con barrios y sectores sin ocupar. Actualmente, se proyecta en él la creación de un parque.[25][26][27]

## Transporte

### Arterias viales

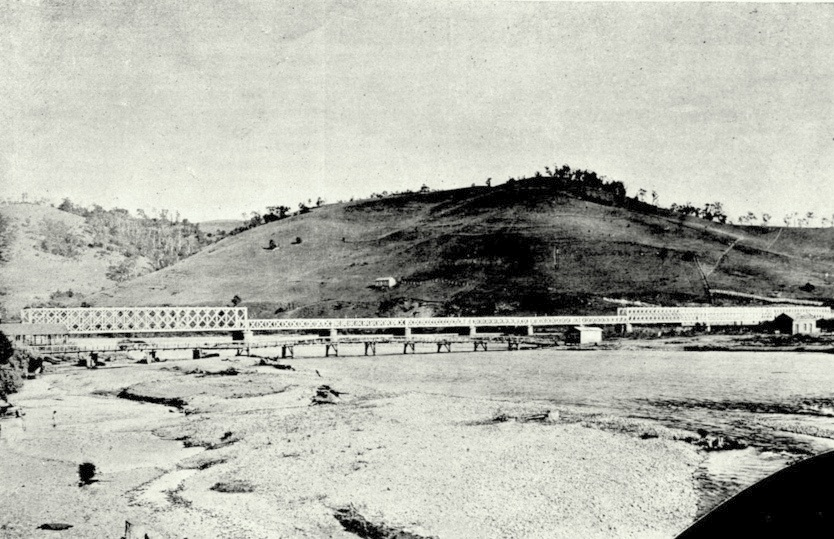
En 1903 se construyó el Puente ferroviario sobre el Río Cautín, para poder comunicar a Temuco con Padre las Casas.

#### Avenida Huichahue
Recorre la zona urbana de la comuna de norte a sur. En septiembre de 2016, se iniciaron en ella trabajos de remodelación. La arteria fue cerrada entre la calle Corvalán y la avenida Martín Alonqueo. Las obras durarán un año.

### Transporte metropolitano

#### Ómnibus

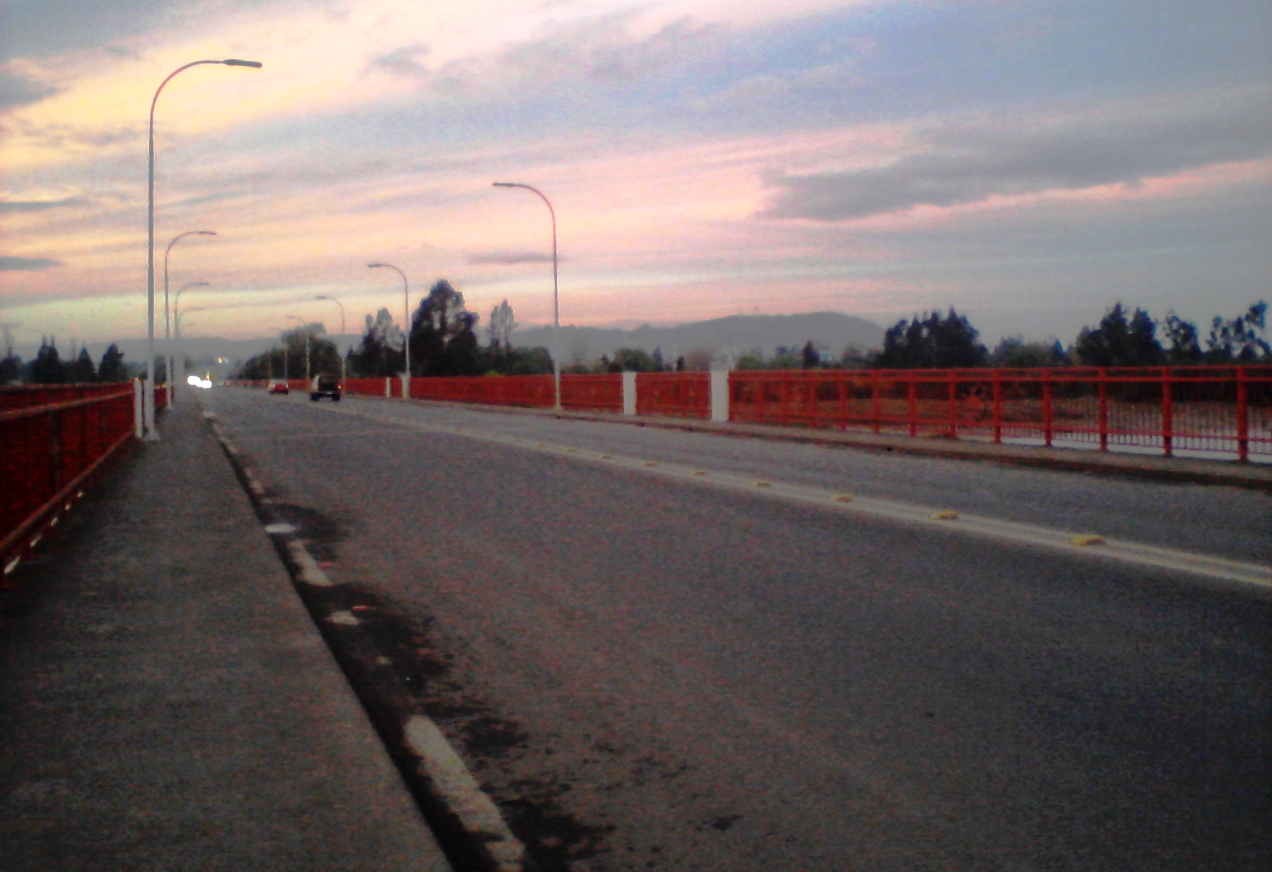
Puente Cautín, sobre el río homónimo, uno de los viaductos que unen Padre Las Casas con Temuco.

- Línea 3A: Padre Las Casas-Villa Andina.
- Línea 3B: Padre Las Casas-Portal San Francisco.
- Línea 3C: Monberg-Chivilcán.
- Línea 3D: San Ramón-El Molino.
- Línea 6A: Villa Los Ríos-Quepe.
- Línea 8A: Padre Las Casas-Amanecer.
- Línea 8B: Padre Las Casas-Altamira.
- Línea 8C: Padre Las Casas-Quepe.
- Línea 8D: Niágara-Maquehue.
- Línea 8E: Padre Las Casas-Zanja.
- Línea 10A: Campus San Juan Pablo II-Santa Elena de Maipo. (Descontinuada)
- Línea 10B: Padre Las Casas-Santa Elena de Maipo.
- Línea 10C: Padre Las Casas-Santa Elena de Maipo.

#### Taxis colectivos
- Línea 13: Pulmahue-Estación.
- Línea 13A: El Sauce-San Andrés.
- Línea 15: Parque Pilmaiquén-Altos de Maipo.

### Transporte ferroviario
Actualmente la estación Padre Las Casas inaugurada en 1909 solo presta servicios de tráfico a los trenes de carga que circulan de norte a sur.
El paradero Padre Las Casas es una estación del servicio Tren Temuco-Pitrufquén, ubicado en la comuna de Padre Las Casas, Región de la Araucanía. El anuncio de esta nueva estación se dio en 2017, y se confirmó en 2019 con el anuncio del plan «Chile sobre Rieles». 
Este paradero de nombre provisiorio, Padre Las Casas 2, fue inaugurado el 20 de noviembre de 2023.

## Deportes

### Estadio El Alto
Es un recinto con más de 50 años de existencia, que concentra la mayoría de la actividad deportiva de la comuna.
En 2009, la cancha, que hasta ese momento era de tierra, pasó a tener pasto natural. Luego, en 2012, se cambió dicho césped por pasto sintético. El año 2020, se realizó un tratamiento de caucho que no entregó los resultados esperados.

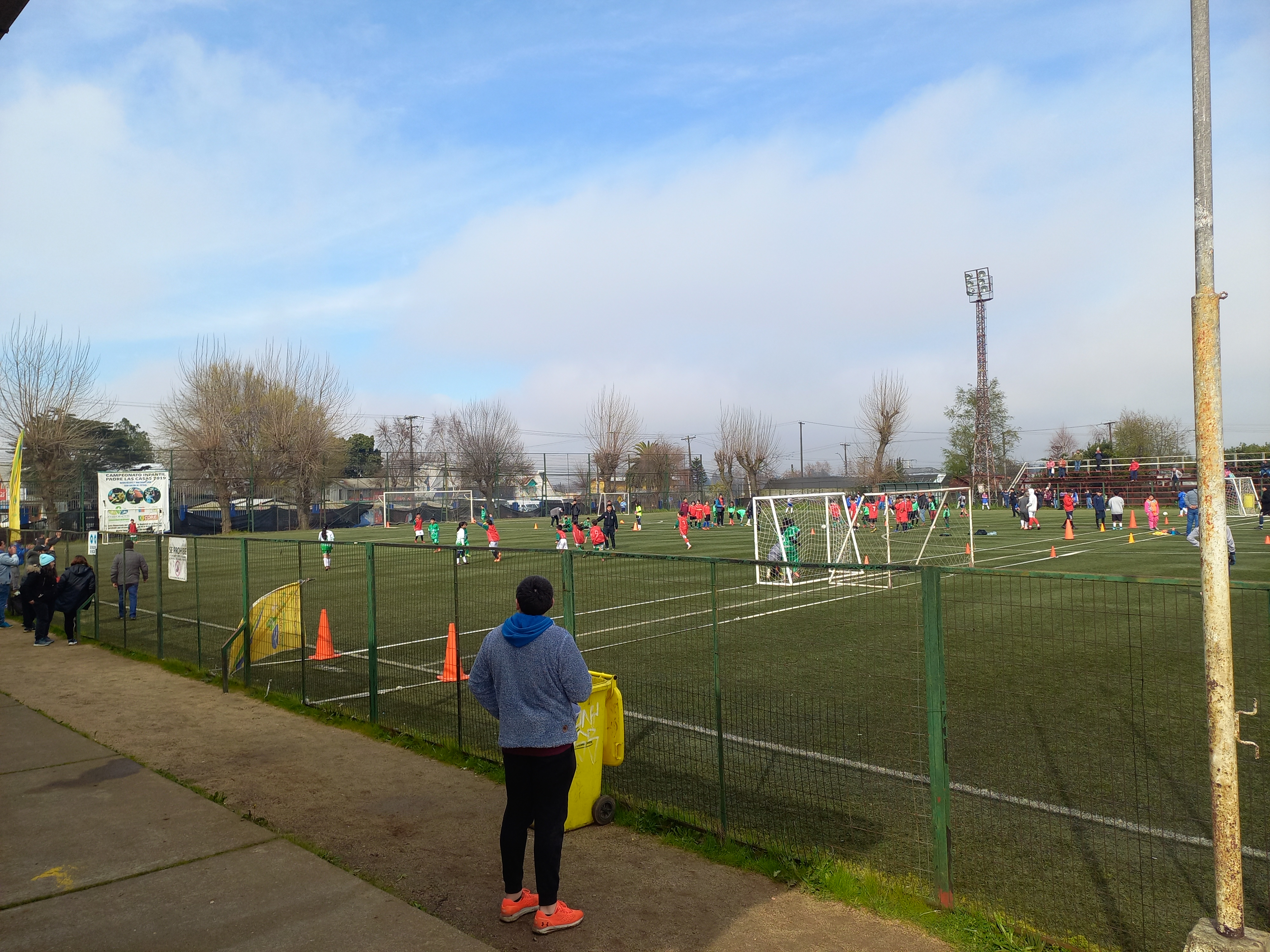
Vista del interior al estadio El Alto durante un torneo juvenil.

Actualmente, se encuentra en proyecto la reposición tanto de la carpeta de juego como de la infraestructura del estadio: cambio del pasto sintético, bancas, marcador, torres de iluminación led, cierre perimetral de la cancha, camarines para jugadores y árbitros, sala de enfermería, espacio para ambulancia, 2 graderías, cubierta, área de recreación, oficina, salón multipropósito, ascensor, escalera, doble acceso al recinto, boleterías y rejas. El proyecto fue aprobado por el Ministerio de Desarrollo Social, que entregará más de 2 400 000 000 de pesos chilenos (más de 270 000 dólares estadounidenses).

### Complejo polideportivo Padre Las Casas
Recinto deportivo de mil seiscientos metros cuadrados, que incluyen sala de musculación y gimnasio. Tuvo un costo de mil doscientos cincuenta millones de pesos chilenos financiados por el Instituto Nacional de Deportes y el Fondo Nacional de Desarrollo Regional.

### Clubes
La comuna de Padre Las Casas es sede del equipo de fútbol de la segunda división de Chile, "Club Deportivo Unión Temuco", del cual su dueño es el destacado futbolista chileno Marcelo Salas, oriundo de la ciudad de Temuco. Actualmente el equipo se fusionó con Deportes Temuco, para conformar un equipo que representa a ambas comunas.
- Deportivo Colón.[34]
- Deportivo Población Meza
- Club Deportivo Corvalan[35]
- Club Deportivo Comercio

## Medios de comunicación

### Radioemisoras
FM
- 88.1 - Radio Bío-Bío
- 89.3 - UFRO Radio
- 90.3 - Radio Pudahuel
- 90.9 - Radio Mirador
- 91.3 - Radio Infinita
- 92.1 - ADN Radio Chile
- 92.9 - Los 40
- 93.5 - Rock & Pop
- 94.3 - La Metro Araucanía
- 94.7 - Radio Universal (Pitrufquén)
- 95.1 - Radio Edelweiss
- 95.5 - Radioactiva
- 95.9 - Radio Araucana
- 96.7 - Pauta FM
- 97.9 - Radio Armonía
- 98.5 - Positiva FM
- 99.5 - FM Dos
- 100.7 - El Conquistador FM
- 101.3 - Radio Esperanza
- 101.7 - Radio Punto 7
- 102.5 - Romántica FM
- 103.1 - Radio Cooperativa
- 103.9 - Radio Agricultura
- 104.7 - Radio Futuro
- 105.7 - Corazón FM
- 106.3 - Radio Carolina
- 106.7 - Radio Playback
- 106.9 - Nuevo Tiempo
- 107.1 - Radio Pelom
- 107.5 - Radio Pulmahue
- 107.7 - Radio Hola Temuco
- 107.9 - Radio Única

AM
- 640 kHz - Radio Colo Colo
- 770 kHz - Radio 770 AM
- 920 kHz - Radio Nueve-Veinte
- 1010 kHz - Radio La Señal
- 1110 kHz - Radio La Frontera
- 1220 kHz - Radio María
- 1270 kHz - Radio Mirador
- 1370 kHz - Radio Sinaí

En línea
- Radio Buenísima PLC

### Televisión
TDT
- 4.1 - Canal 13 HD
- 4.2 - T13 En Vivo
- 5.1 - Mega HD
- 5.2 - Mega 2
- 6.1 - TV+ HD
- 6.2 - TV Más 2
- 6.3 - UCV TV
- 7.1 - TVN HD
- 7.2 - NTV
- 11.1 - Chilevisión HD
- 11.2 - UChile TV
- 13.1 - La Red HD
- 13.2 - La Red 2
- 14.1 - TVR
- 14.2 - Apocalipsis TV
- 14.3 - FM Plus
- 14.4 - Tevex
- 16.1 - Nativa TV HD
- 16.2 - UATV HD
- 21.1 - Nuevo Tiempo HD1
- 21.2 - Nuevo Tiempo HD2
- 29.2 - Bío Bío TV HD
- 35.1 - Abajo e' la Línea
- 38.1 - Ufrovisión HD1
- 38.2 - Ufrovisión HD2
- 43.1 - TEC TV HD
- 43.2 - TEC TV SD
- 43.3 - TEC TV SD2
- 50.1 - UCT HD
- 50.2 - UCT SD
- 50.3 - UCT One Seg

## Comuna hermanada
- Aluminé, Argentina.[36]